# Mohamed Muizzu
Mohamed Muizzu  (Malé, 1978. június 15.) maldív politikus és mérnök, aki 2023 óta a Maldív-szigetek 8. elnöke és a Progresszív Kongresszus koalíciójának vezetője. Korábban 2012 és 2018 között volt lakásügyi miniszter, így ő lett a leghosszabb ideig hivatalban lévő lakásügyi miniszter a maldív történelemben. Muizzu 2021-től 2023-as lemondásáig volt Malé polgármestere .
Építőmérnöknek tanult az Egyesült Királyságban, majd 2009-ben doktorált a Leedsi Egyetemen. 2012-ben nevezték ki lakásügyi miniszternek, és 2018-ig töltötte be. Ezután Malé polgármestere lett. A Népi Nemzeti Kongresszus tagjaként Muizzut elnökjelöltnek jelölték, miután Abdulla Yameen volt elnököt korrupció vádjával bebörtönözték . Mivel Yameen nem indulhatott a választásokon, Muizzut választották utódjának. Ő volt a Népi Nemzeti Kongresszus jelöltje a 2023-as elnökválasztáson, ahol legyőzte Ibrahim Mohamed Solih hivatalban lévő elnököt. Muizzu 2023-ban megkapta a Progresszív Kongresszus koalíciójának vezetői posztját, valamint a Maldív-szigetek Nemzeti Védelmi Erőjének főparancsnokát, ezzel Muizzu az első maldív elnök, aki a legtöbb pozíciót tölti be a maldív történelem során. Továbbá 2013 és 2018 között a Maldív-szigetek Fejlesztési Szövetségének vezető alelnöke, 2010 és 2014 között a Maldív-szigetek Progresszív Pártja helyettes vezetője, valamint az Adhaalath Párt főtitkára volt.
A 2023-as maldív elnökválasztáson Mohamed Muizzu hét jelöltet győzött le, az első fordulóban 101 635, a második fordulóban 129 159 szavazatot kapott. A Dhiveheenge Raajje (A maldívek nemzete) névre keresztelt kampánya a nemzeti szuverenitást, a korrupcióellenességet és a gazdasági reformot hangsúlyozta. A kiáltvány ígéreteket tartalmazott a külföldi katonai jelenlét megszüntetésére, valamint az infrastruktúra és a lakásfejlesztés fejlesztésére. A 2024-es maldív parlamenti választásokon Muizzu pártja szupertöbbséget szerzett 75 mandátum megszerzésével, megelőzve az akkori többségű Maldív Demokrata Pártot (MDP), amely korábban több mint 60 mandátumot szerzett a Népi Majlisban .
Elnöksége alatt Muizzu olyan politikákat felügyelt, mint az indiai csapatok kiutasítása a Maldív-szigetekről, valamint a korábbi kormányok és más országokkal kötött titkos megállapodások felszámolása, amelyek állítólagosan veszélyeztették a Maldív-szigetek függetlenségét és szuverenitását . Muizzu a lakhatásra és a strukturális fejlesztésekre, valamint a kormányzati politikára és a törvényi reformokra is összpontosított. 2024 júniusában az Izrael–Hamász háborút követően betiltotta az izraeli útleveleket, és nemzeti adománygyűjtő kampányokat indított a Maldív-szigeteken, hogy demonstrálja Palesztina támogatását.

## A kezdetek
Mohamed Muizzu 1978. június 15-én született Maafannuban, Maléban, Maldív-szigeteken.  Hussain Abdul Rahman és Huna Adam Ismail Manik gyermekeiként született. Muizzu apja (1940–2015) ügyvéd, ügyvéd és iszlám tudós volt, a Haa Alif Atoll Vashafaruról .  Rahman attól kezdve megkapta a National Award of Honor kitüntetést – Waheed elnököt a „vallási tudatosság és a vallásoktatás terén nyújtott hozzájárulásáért” 2013-ban.  Muizzu szülei röviddel a születése után elváltak, és apai nagyanyja nevelte, amíg át nem költözött anyjához, hogy általános iskolába járjon. Később visszatért az apjához.  Nővére, Fathimath Saudha a Népi Nemzeti Kongresszus jelöltjeként indult a 2024-es maldív parlamenti választásokon a nilandhooi választókerületben, és megnyerte a 2024. április 21-én tartott választást.  
20 évesen 1998-ban kezdett dolgozni a kormánynál, mint építési és közmunkatervező technikus gyakornok az Építésügyi és Közmunkaügyi Minisztériumban Umar Zahir felügyelete alatt.  Az 1990-es években Hussain Abdul Rahman, Muizzu apja, napi béreléssel foglalkozó szállodákat alapított. Rahman 2015-ben meghalt, az üzletet átadták Muizzunak, és az ingatlan az elnöki rezidenciája lett, miközben a hivatalos rezidencia, Muliaage felújításon esett át. 

### Oktatás
Muizzu az Iskandhar Iskolába járt, és ott tanult az alsó óvodától a negyedik osztályig.  Ezután átment a Majeediyya Schoolba, a Maldív-szigetek legrégebbi iskolájába, ahol 5-től 10-ig tanult. 1995 januárjában letette a GCE O'Level vizsgáit, ezzel országos szinten első helyezést ért el.  11. és 12. osztályos tanulmányaira a Természettudományi Oktatási Központban is részt vett, ahol 1997 júliusában fejezte be a GCE A'Level vizsgáit, ezzel országos negyedik helyezést ért el. 
2005-ben ORS-ösztöndíjat kapott a brit kormánytól, hogy a Leedsi Egyetemen építőmérnöki doktori fokozatot tanuljon.  Doktori disszertációja "Hő- és időfüggő hatások monolit vasbeton tetőfödém-fal illesztésekre" tárgyát képezte, és 2009-ben ítélték oda. Elnyerte a Project Management Professional (PMP) és a PRINCE2 Practitioner 2019 minősítést is  

## Elnökség
Mohamed Muizzu 2023. november 17-én lépett hivatalba a Maldív Köztársaság 8. elnökeként.  Ő a negyedik demokratikusan megválasztott elnök, Maléból pedig a hatodik.   Hivatali esküjét pályázótársa, Hussain Mohamed Latheef mellett Ahmed Muthasim Adnan, a Maldív-szigetek főbírója tette le a Köztársaság téren. 

### Az első 100 nap
Elnöksége első napjaiban Muizzu kezdeményezte az indiai csapatok kivonását a Maldív-szigetekről .  Kampánya során megígérte, hogy az első 100 napon belül számos lakásprojektet indít, egy dedikált lakáscélú vagyonkezelői alapot hoz létre, és olyan politikát hajt végre, amely a lakáshitelek kamatait öt százalékra korlátozza.  Muizzu erőfeszítéseket kezdett a korábbi kormányzatok és külföldi nemzetekkel kötött titkos megállapodások felmondására, amelyek állítása szerint veszélyeztették a Maldív-szigetek függetlenségét és szuverenitását. Fellebbezést nyújtott be a Nemzetközi Tengerjogi Törvényszék határozata ellen is, amely a Déli-tengernek az ország kizárólagos gazdasági övezetén belüli részét érintette. 